# Osiedle Centrum (Suwałki)
Osiedle Centrum – część miasta Suwałki i osiedle mieszkalne. Obejmuje głównie ulice: 1 Maja (część), Dwernickiego, Emilii Plater, Konopnickiej, Korczaka, Noniewicza (część), Pasaż Grande Synthe, Sejneńska (część), Waryńskiego (część), Utrata (część).

## Placówki administracyjne i oświatowe, sklepy na terenie osiedla
- przedszkole
- Dom Handlowy Alfa
- Dom Handlowy Arkadia
- Urząd Skarbowy
- ZUS
- Poczta Polska
- siedziba Suwalskiej Spółdzielni Mieszkaniowej
- kilkadziesiąt sklepów zlokalizowanych poza domami handlowymi